# إنغريد تارانت
إنغريد تارانت (بالإنجليزية: Ingrid Tarrant)‏ هي مقدمة تلفزيونية بريطانية، ولدت في 15 أكتوبر 1954 في Elstree ‏ في المملكة المتحدة.

## وصلات خارجية
- إنغريد تارانت على موقع IMDb (الإنجليزية)